# Сайгон (кафе)
«Сайго́н» — неофициальное название «легендарного» кафе в Ленинграде (Невский проспект, дом 49, Владимирский проспект, дом 2) при ресторане «Москва», место обитания «героев андеграунда», «непризнанной» и «гонимой» в позднесоветские годы (годы «застоя») «творческой интеллигенции», так называемых «неформалов».

## История
Здание гостиницы «Москва» на углу Невского и Владимирского проспектов было построено по заказу владельца А. М. Ушакова в 1880 году зодчим П. Ю. Сюзором. При гостинице работал ресторан, который и занял всю площадь, когда гостиницу закрыли. За рестораном сохранилось название «Москва». 
Кафе при ресторане открылось 1 сентября 1964 года в виде безымянного заведения и вскоре получило народное название «Подмосковье»; «Сайгоном» заведение начали именовать позднее. Заведение прозвали в честь столицы южного Вьетнама — Сайгона, родиной многих пороков, но тогда известного за множество баров, секс-работниц, продажу наркотиков и преступных группировок. 
Настенные росписи в кафе выполнил художник Евгений Михнов-Войтенко, занимавшийся в то время декоративным оформлением ресторана.
По соседству с «Сайгоном» находился его филиал — кафе «Эльф» (Стремянная ул., д. 9). Расположенный возле «Эльфа» сквер (на пересечении Стремянной улицы и Дмитровского переулка), получивший название «Эльфийский садик», также служил местом встреч «сайгоновцев».
Популярности Сайгона среди молодёжи и богемы способствовало его расположение на оживлённом участке рядом с транспортным узлом. Большой популярностью пользовался кофе. «Сайгон» постоянно посещали Б. Смелов, С. Довлатов, И. Смоктуновский, Е. Михнов, Б. Гребенщиков, В. Цой, М. Науменко, К. Кинчев, Ю. Шевчук, М. Шемякин, Е. Рейн, А. Васильев и многие другие. В 1970-е годы Сайгон выступал своего рода молодёжным клубом. В помещении была возрождена дореволюционная традиция зачитывались перед другими литераторами тексты и стихи, зачастую запрещённые цензурой. Сайгон выступал подпольным университетом, дискуссионным клубом и творческим союзом. 
Сайгон стад известен тем, что его посещали тайные диссиденты и фарцовщики, последователи разных течений, неофиты, сионисты, почитатели восточной мистики итд и в целом люди, не вписывавшиеся в официальную культуру. Здесь спивались и подсаживались на иглу. Часто завсегдатаев Сайгона ждала судьба маргиналов. 
«Сайгон» был окончательно закрыт в марте 1989 года. В том же году, после ремонта, в помещении бывшего кафе открылся магазин итальянской сантехники, затем магазин аудиопродукции.
В 1990 году М. Шемякиным и Е. Рейном была предпринята попытка создать в бывшем «Сайгоне» мемориальный центр, но эта затея не увенчалась успехом.
В 2001 году в здании, построенном П. Ю. Сюзором, вновь открылась гостиница. Теперь это — отель Radisson SAS Royal hotel («Рэдиссон»). О былом «Сайгоне» здесь напоминает только мемориальная табличка, вывешенная на стенке гостиничного бара.

## Версии возникновения названия «Сайгон»
По словам литературного критика Виктора Топорова, своё название кафе получило так:
Там то разрешали, то запрещали курить внутри… В период, когда курение было запрещено, две девушки достали сигареты, к ним подошёл милиционер и сказал: «Что вы тут делаете? Безобразие! Какой-то „Сайгон“ устроили». Вот такая репутация была в СССР у столицы Южного Вьетнама.
Название «Сайгон» утвердилось, так как на момент открытия кафе была в разгаре война во Вьетнаме.

## Цитаты
Первый раз о «Сайгоне» я услышал в 13 лет. Где-то году в семидесятом мне рассказывал о нём художник Арефьев. Он говорил, что есть такое место, где собираются «поэты с бородищами и глаза у них — аки сливы» и там они пьют кофе, стихи читают. И место это сейчас самое крутое. А попал я туда лет в 16. Познакомился с поэтом Даргомощенко и музыкантом Козловым из «Союза любителей музыки рок». Приблизительно тогда же увидел я и совсем юного Курёхина. В 1982 году я познакомился с Гребенщиковым. Живя на улице Софьи Перовской, он тогда каждый день ходил в «Сайгон» пить кофе.
У самого входа был небольшой барчик с коньячком и столики со стульями. Место это было элитное и напоминало подпольный книжный магазин. Там-то и собиралась солидная публика — поэты. Я сразу проходил дальше, где была молодёжь, серые круглые стойки, широкие подоконники и пластинки «из-под полы». Люди были с хайратниками, с холщовыми сумками с Демисом Руссосом и почти все — с флейтами. Стояли в очереди к Стелле, она лучше всех заваривала кофе.

Здесь публика была очень разношёрстная: хиппи стреляли на кофе — «аскали на прайс». В 80-х рядом обосновался рок-клуб — и в «Сайгоне» появились панки в своих забавных прикидах. Периодически были и драки — панков с гопниками. В одну из переделок «Сайгона» в конце зала появилось зеркало во всю стену. Все заговорили, что за этим зеркалом сидят кагэбэшники: всех снимают и всё записывают.— Дмитрий Шагин, художник

Я появился в «Сайгоне» где-то в начале 80-х, когда стал работать киномехаником в кинотеатре «Титан». Обычно мы с приятелем проводили обеденное время около «Сайгона». Рассматривали людей и милиционеров. Они всегда находились около «Сайгона», чтобы забирать тех, кто «не соответствовал». Гребень на голове, остроносые ботинки, обрезанный галстук, чёрные очки — всё это считалось неопрятным. Особенно старался оперотряд, набранный из комсомольцев и студентов. Бывало, что меня для выяснения личности забирали по три раза в день.
Помню забавный момент во время съёмок фильма «Взломщик», когда по сценарию меня должны были забирать от «Сайгона» в милицию. Но сцена была разыграна раньше, чем ожидалось. Камеры тогда были установлены в кинотеатре «Титан», и пока они настраивались, нас с помощником режиссёра принялись забирать по-настоящему. Спасти нас удалось только директору картины, которая предъявила все возможные документы. Я знал, что в КГБ на меня есть дело. Раньше, говорят, был целый отдел, который занимался «Сайгоном».
Через «Сайгон» прошли все — люди совершенно разных профессий, убеждений и образа жизни. Здесь всегда что-то происходило. Ведь когда накладывается запрет, человек делает всё наоборот. Как ни странно, но я хотел бы, чтоб вернулись те времена. Ведь сейчас, к сожалению, всё можно.
— Олег Гаркуша, музыкант

«Сайгон» (кафе от ресторана «Москва») сейчас стал центром притяжения наших доморощенных «хиппи», панков и прочей плесени, но это выверты прежде всего другого рода…— из интервью с начальником Управления уголовного розыска УВД Ленгороблисполкома // «Ленинградская правда», 19 июля 1987 года

## Память
- В 1999 году в первом этаже здания на Невском проспекте д. 7/9 открылся кафе-клуб под названием «Сайгон».
- С 2001 года существует интернет-ресурс «Сайгонская культура» (недоступная ссылка).

## «Сайгон» в современной культуре
- «Мы познакомились с тобой в „Сайгоне“ год назад» — из песни Майка Науменко «сТрах в твоих глазах».
- «Детство прошло в „Сайгоне“, / Я жил, никого не любя…» — из песни Бориса Гребенщикова «Будь для меня как банка».
- «Она берёт мне кофе в „Сайгоне“, / И ей всё равно, что будет со мной» — из песни Бориса Гребенщикова «Герои».
- «Ушла „Аббатская дорога“, ушли „Орбита“ и „Сайгон“, нам остается так немного от наших сказочных времен» — из песни Бориса Гребенщикова «Прощание с „Аббатской дорогой“».
- «И из „Сайгона“ мне всё так же строят глазки, хотя „Сайгон“ уже давным-давно не там» — из песни Александра Розенбаума «А я гулять хочу!».
- «Я знаю каждую собаку под „Сайгоном“, я оборачиваюсь на свист» — из песни Умки «В Питере стрёмно».
- «Сайгон „Сантехникою“ стал, „Сайгоном“ быть перестал» — из песни Умки «Маленький двойной».
- «Я любая справа или слева у ворот чудесного Сайгона» — Анна Горенко, 1988.
- «…Когда закроют Сайгон, и разведут мосты…» — Зоя Ященко и группа «Белая гвардия»
- «Стены кофейни послужат пристанищем тем, кто влюблён, дышит коричневым запахом зёрен спящий Сайгон…» — Зоя Ященко и группа «Белая гвардия»
- «Стоя у Сайгона, я гляжу на небо» — песня Фёдора Чистякова и группы «Ноль» «Школа жизни».
- «Обдолбанный Вася с обдолбанной Машей стоят у „Сайгона“, на кубик шабашат…» — песня Ю. Шевчука «Обдолбанный Вася».
- «Вот только жаль, что угроблен „Сайгон“, и стал московским весь питерский рок» — песня группы «Кафе» «Сладкое слово свобода».
- «В „Сайгоне“ пьёт кофе в отставке пилот Косяков» — песня группы «Чайф» «В городе трёх революций».
- «Дежурят ребята в народных дружинах, В „Сайгон“ выезжают в казённых машинах» — песня группы «Бригадный подряд» «Долой гопоту».
- «Сайгон» часто упоминается в произведениях М. Веллера.
- «Ровно в 6 мы с тобой у „Сайгона“ встречались, чтобы тут же расстаться через 10 минут» — песня группы «Кафе» «Про нас с тобой».
- «Помни „Сайгон“» — песня Андрея Иванова и Дмитрия Рубина (создателя группы «Секрет»).
- «Но в тот же вечер у входа в надоевший „Сайгон“ я был другой незнакомкой в момент покорён» — из песни «Телефон» группы «ГрАссМейстер».
- Вторая песня из альбома «Компромисс» группы «ДДТ» называется «Они играют жёсткий рок (монолог в Сайгоне)»
- "Дежурят ребята в народных дружинах, к Сайгону выезжают в служебных машинах, "Покажь документы, руками не маши ты", сержантские лычки тоже лыком не шиты" - Михаил Горшенев "Я алкоголик, я анархист".

### Фильмография
- 1987 — Х/ф «Взломщик», худ. фильм, Ленфильм.
- 1988 — Д/ф «88», 60 мин., монтаж 2010 г., Go Home Cinema
- 1992 — Д/ф «Чхая о Сайгоне», Ленфильм, 27 мин. Реж. В. Витухновский. Персоналии: В. Кривулин, М. Петренко, Б. Понизовский, В. Эрль и др.
- 2004 — Д/ф «Маленький двойной: ответный удар», ТРК «Петербург».